# Vignes (Yonne)
Pour les articles homonymes, voir Vignes.
Vignes est une ancienne commune française située dans le département de l'Yonne en région Bourgogne-Franche-Comté. Le 1er janvier 2019, elle devient commune déléguée de Guillon-Terre-Plaine.

## Histoire
L'existence du village est attestée au XIIe siècle, sous le nom de Vineae.
En 1145, le village et son église furent donnés par l'évêque de Langres à l'abbaye de Moutiers-Saint-Jean (d'après Claude Courtépée).
L'écuyer Jehan Davout reçoit la seigneurie en 1422, pour le récompenser d'avoir su protéger l'abbaye. Ses descendants résideront dans leur fief jusqu'à la Révolution française. Il est l'ancêtre de Louis Nicolas Davout, maréchal d'Empire et prince d’Eckmühl.
Par un arrêté préfectoral du 24 décembre 2018, la commune se regroupe avec Cisery, Guillon, Sceaux et Trévilly pour former la commune nouvelle de Guillon-Terre-Plaine au 1er janvier 2019.

## Politique et administration
| Période    | Période  | Identité             | Étiquette | Qualité |
| ---------- | -------- | -------------------- | --------- | ------- |
| avant 1981 | ?        | Michel Naudot        |           |         |
| mars 2001  | En cours | Jean-Louis Groguenin |           |         |

## Démographie
L'évolution du nombre d'habitants est connue à travers les recensements de la population effectués dans la commune depuis 1793. Pour les communes de moins de 10 000 habitants, une enquête de recensement portant sur toute la population est réalisée tous les cinq ans, les populations de référence des années intermédiaires étant quant à elles estimées par interpolation ou extrapolation. Pour la commune, le premier recensement exhaustif entrant dans le cadre du nouveau dispositif a été réalisé en 2008.

En 2016, la commune comptait 83 habitants, en évolution de −13,54 % par rapport à 2010 (Yonne : −1,95 %, France hors Mayotte : +2,11 %).
| 1793 | 1800 | 1806 | 1821 | 1831 | 1836 | 1841 | 1846 | 1851 |
| ---- | ---- | ---- | ---- | ---- | ---- | ---- | ---- | ---- |
| 320  | 319  | 328  | 309  | 332  | 363  | 352  | 320  | 380  |

| 1856 | 1861 | 1866 | 1872 | 1876 | 1881 | 1886 | 1891 | 1896 |
| ---- | ---- | ---- | ---- | ---- | ---- | ---- | ---- | ---- |
| 280  | 272  | 271  | 247  | 237  | 237  | 246  | 248  | 234  |

| 1901 | 1906 | 1911 | 1921 | 1926 | 1931 | 1936 | 1946 | 1954 |
| ---- | ---- | ---- | ---- | ---- | ---- | ---- | ---- | ---- |
| 243  | 232  | 227  | 186  | 180  | 163  | 144  | 137  | 134  |

| 1962 | 1968 | 1975 | 1982 | 1990 | 1999 | 2006 | 2008 | 2013 |
| ---- | ---- | ---- | ---- | ---- | ---- | ---- | ---- | ---- |
| 128  | 132  | 80   | 83   | 78   | 68   | 87   | 93   | 89   |

| 2016 | - | - | - | - | - | - | - | - |
| ---- | - | - | - | - | - | - | - | - |
| 83   | - | - | - | - | - | - | - | - |

## Lieux et monuments
- Église Saint-Pierre

En 1145, l’évêque de Langres donna l’église de Vignes à l’abbaye de Moutiers-Saint-Jean : le chœur ainsi que la travée d’avant-chœur et ses chapelles sont les vestiges de cet édifice vraisemblablement construit au début du XIIe siècle. La nef fut reconstruite au XIIIe siècle : il n’en subsiste que le mur antérieur et sa porte car il fallut à nouveau reconstruire la nef au XVIe siècle ; l’ancien porche, datant lui aussi du XIIIe siècle, est également conservé. La sacristie date vraisemblablement de la première moitié du XIXe siècle.
La nef est couverte de voûtes d'ogives. La travée d’avant-chœur, sous clocher, est couverte d’un berceau plein cintre transversal et flanquée de deux chapelles couvertes d’un berceau plein-cintre également transversal mais beaucoup plus bas. Un berceau brisé couvre le chœur.

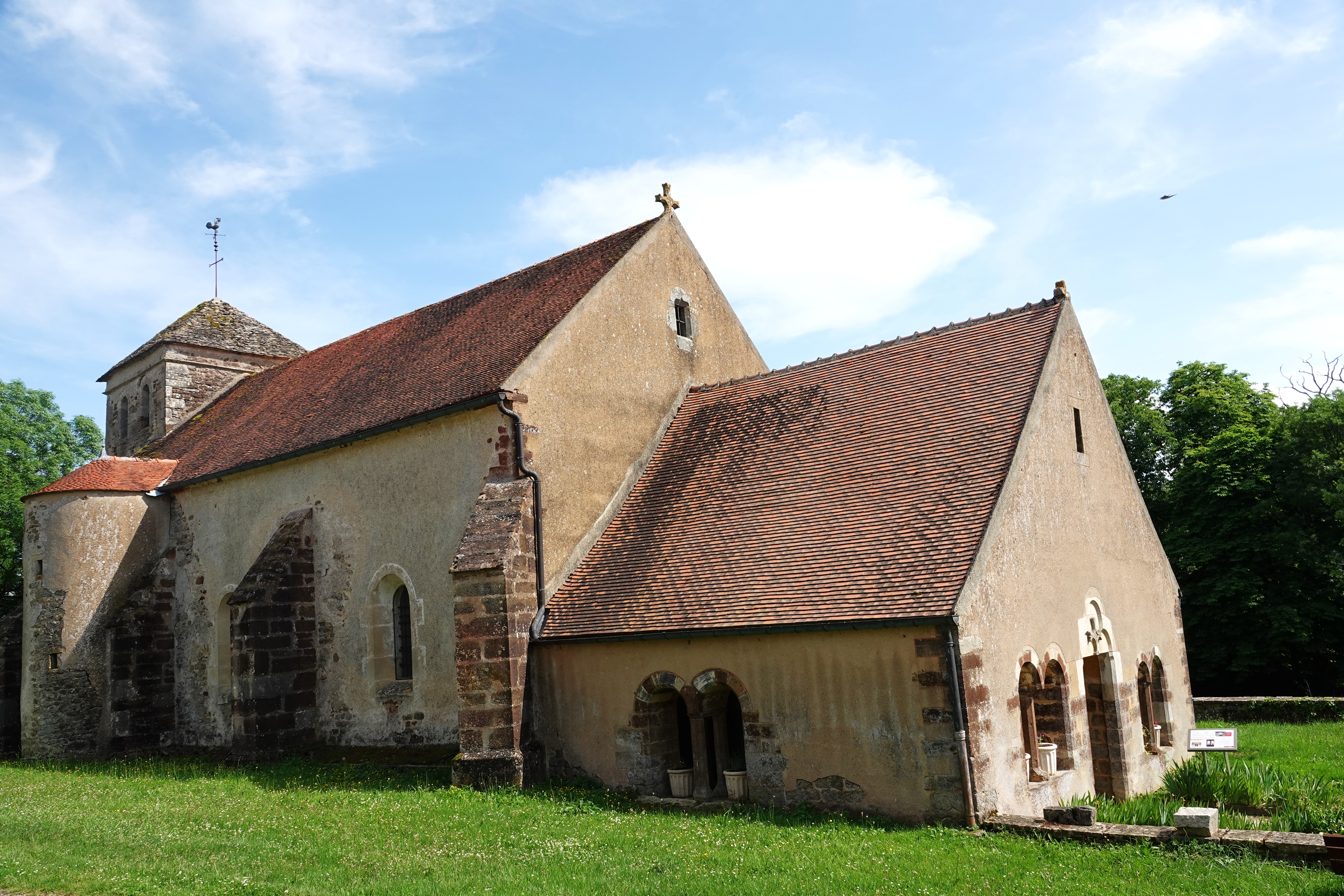
Église.
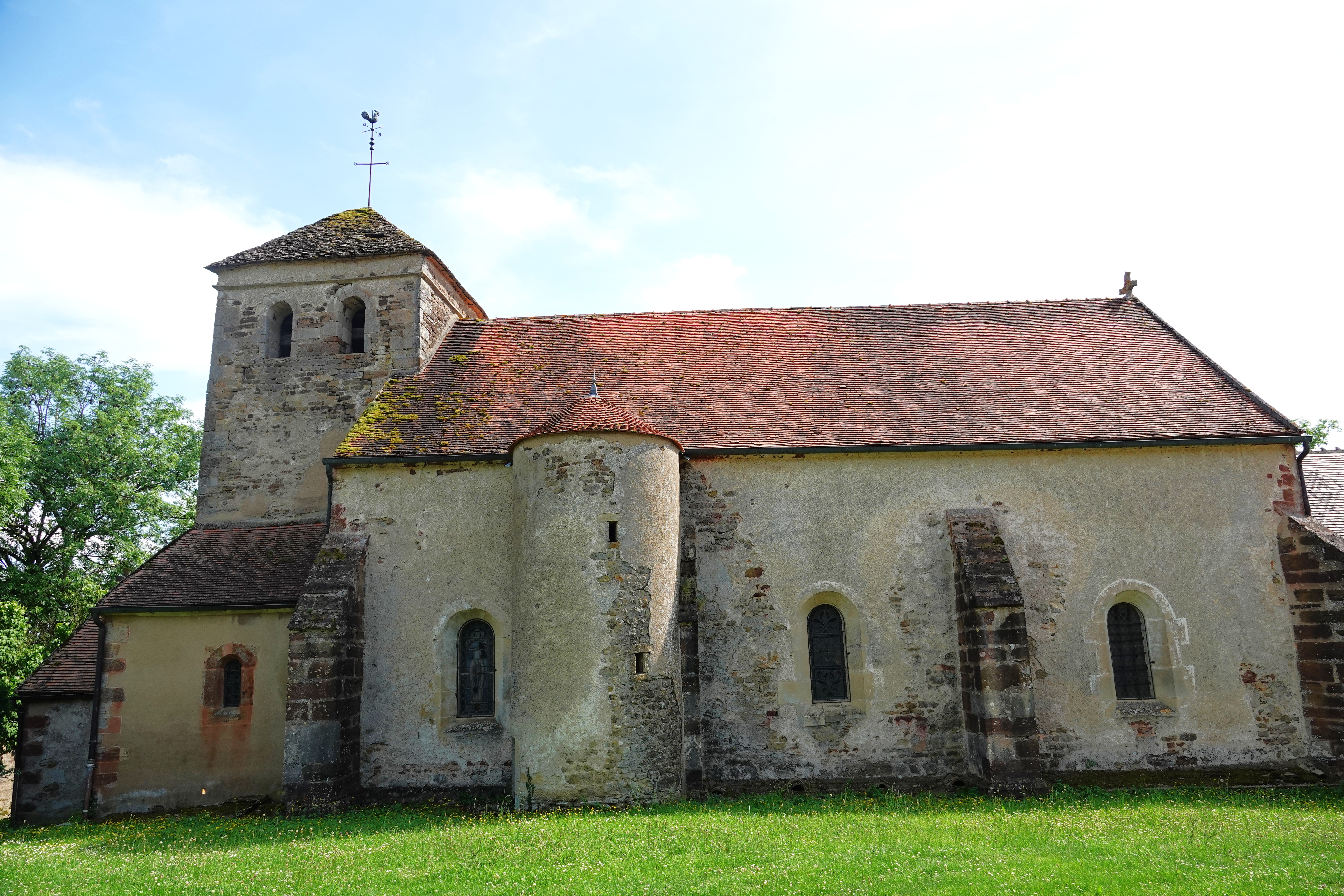
Église.
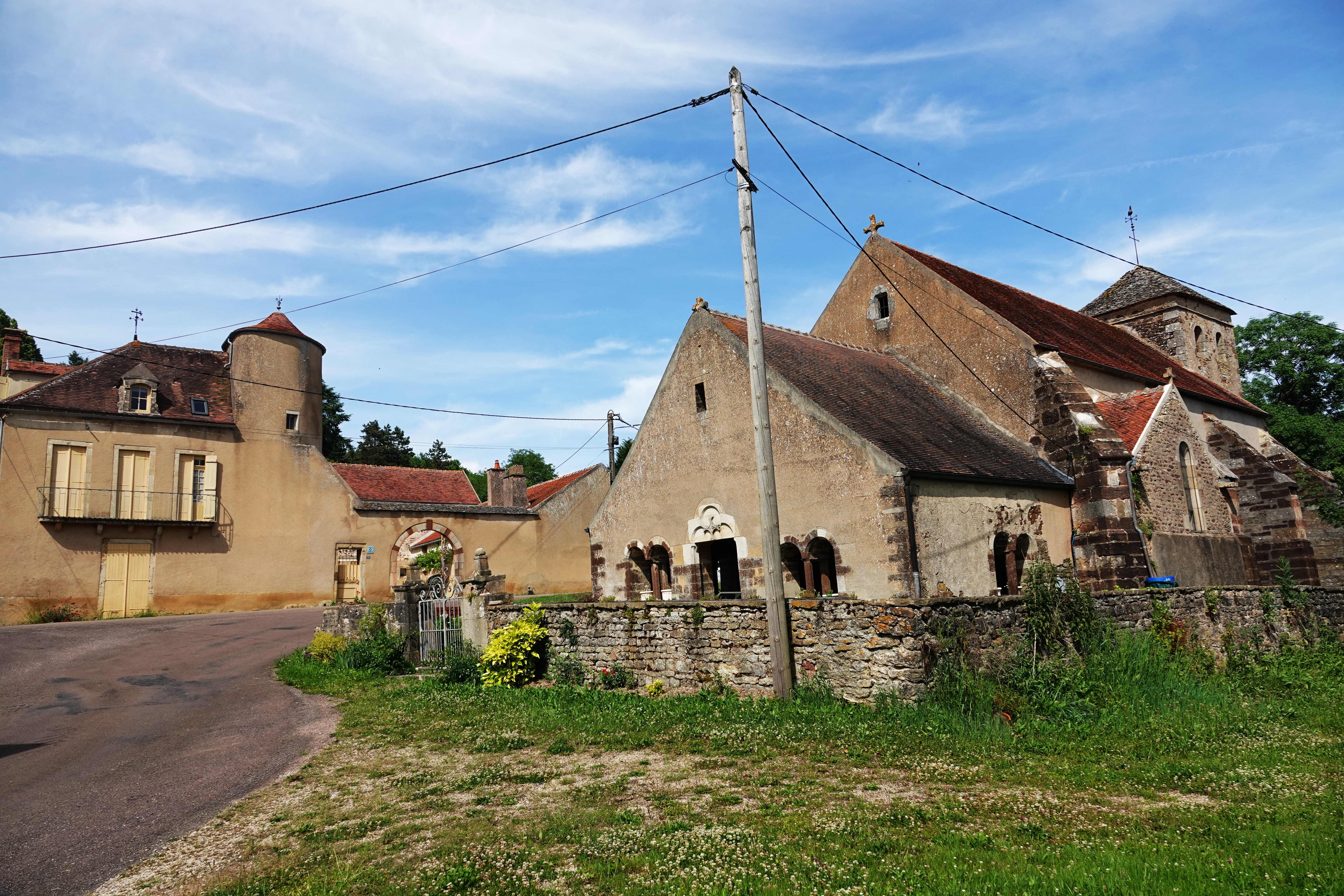
Église.
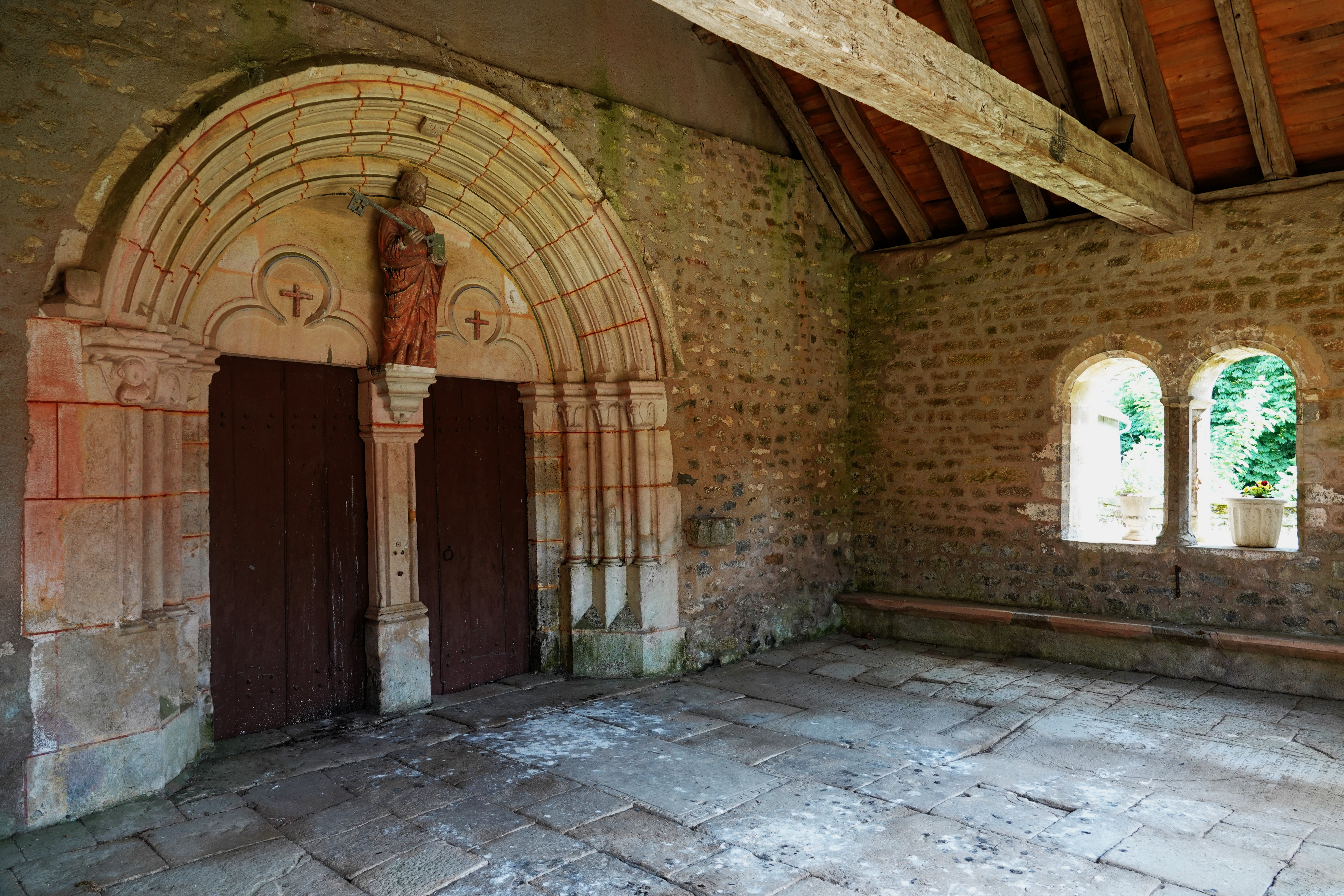
Porche.
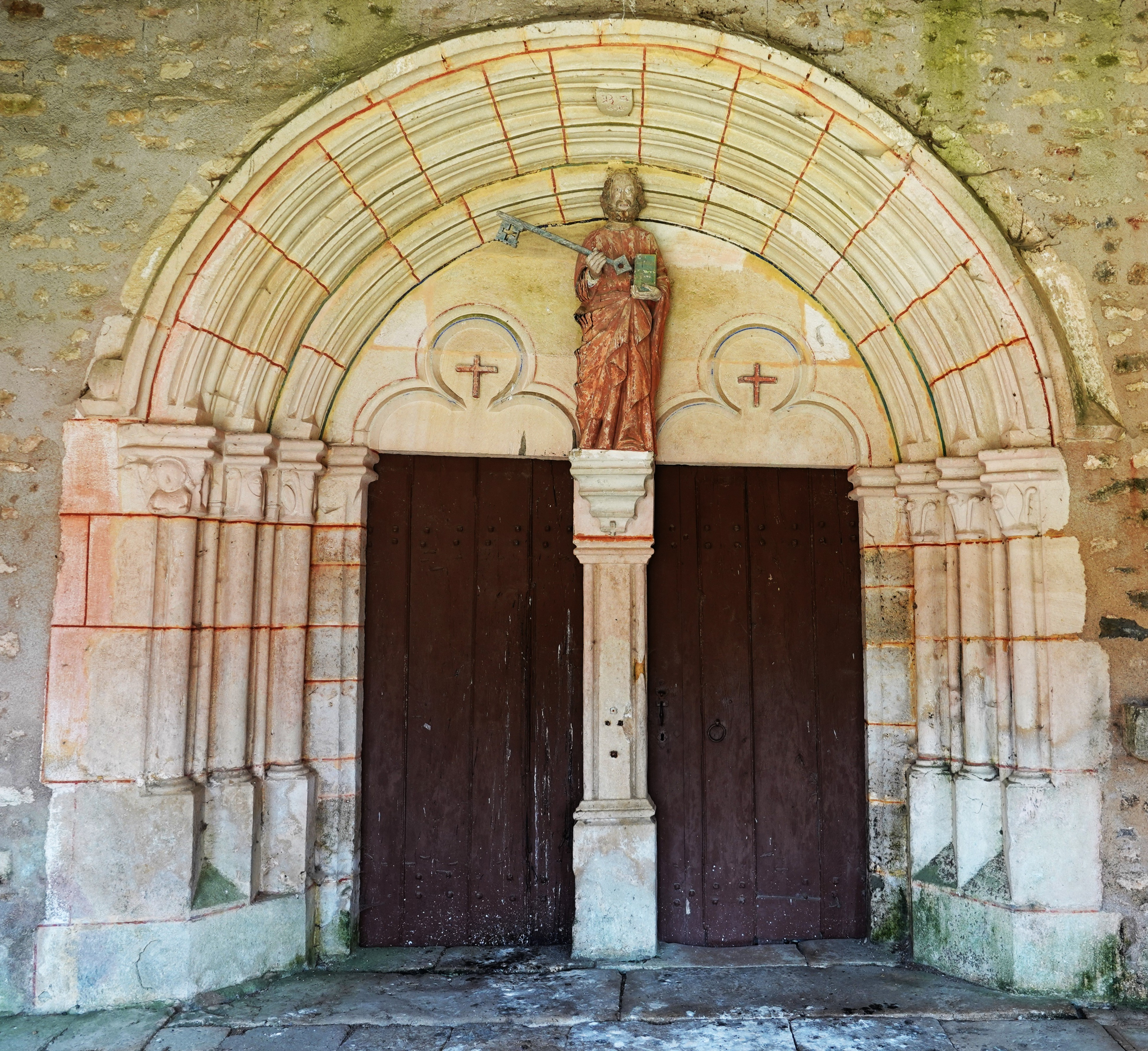
Portail.
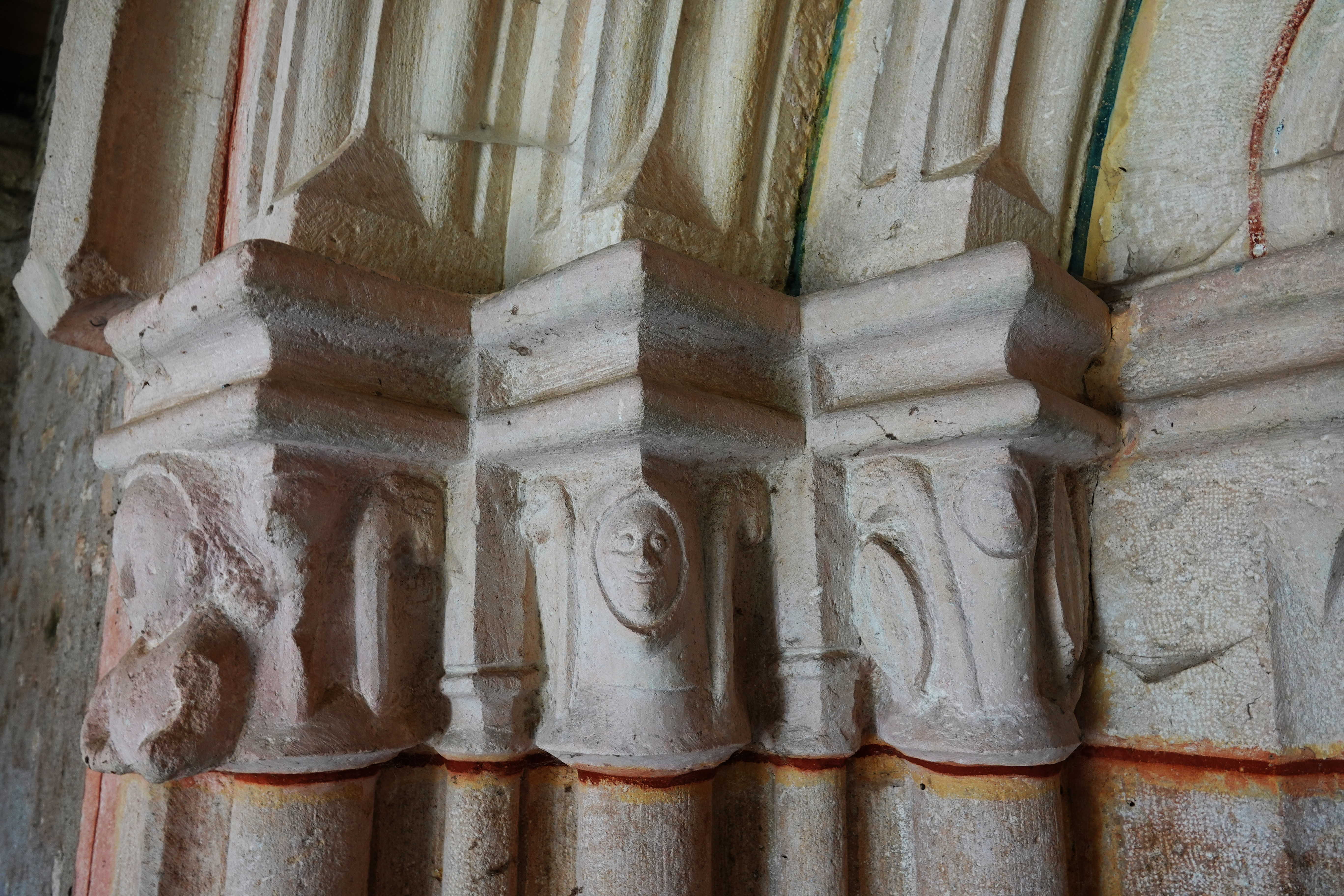
Chapiteau du porche.
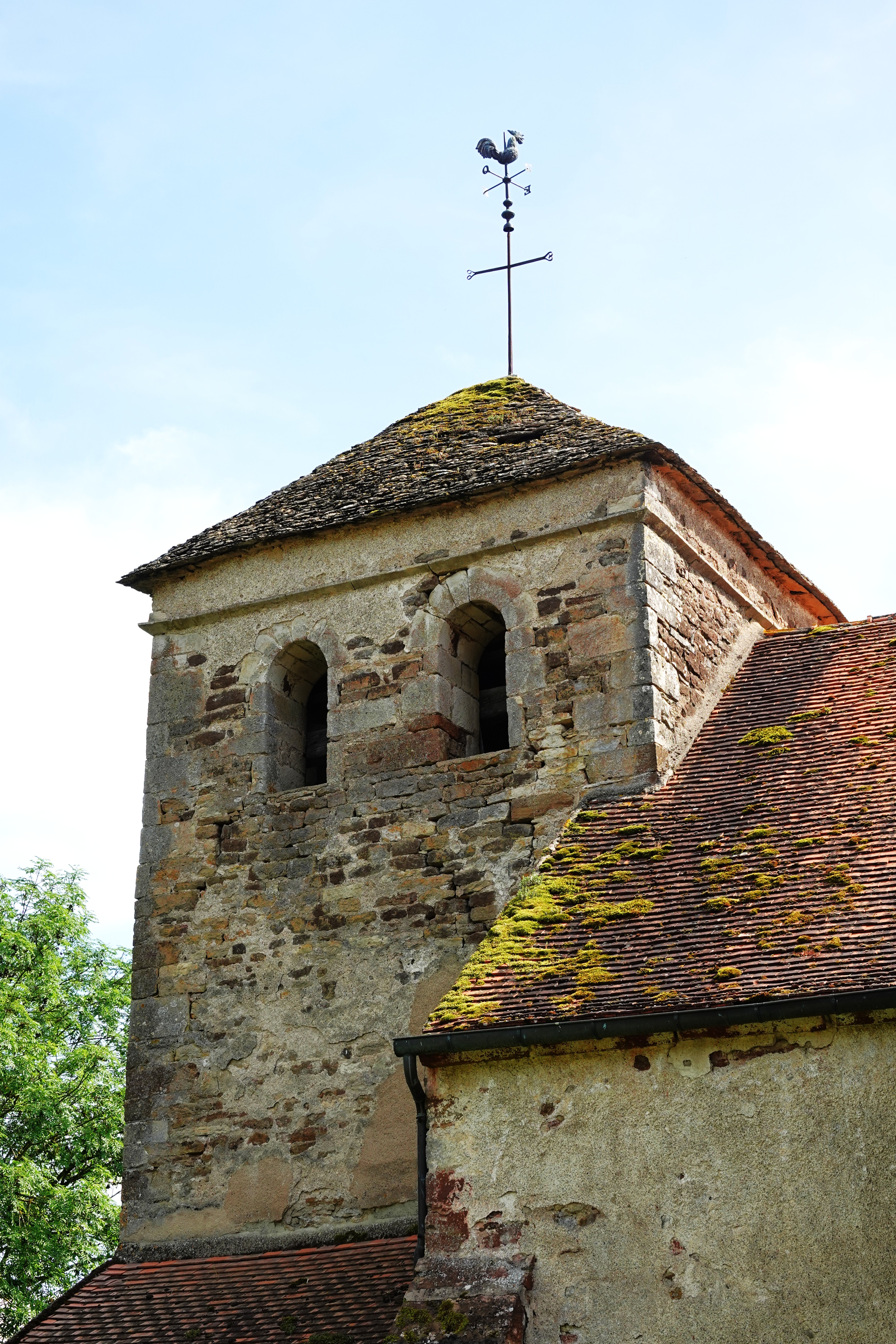
Clocher.

- Petite source dite "Fontaine-Ronde"[7]

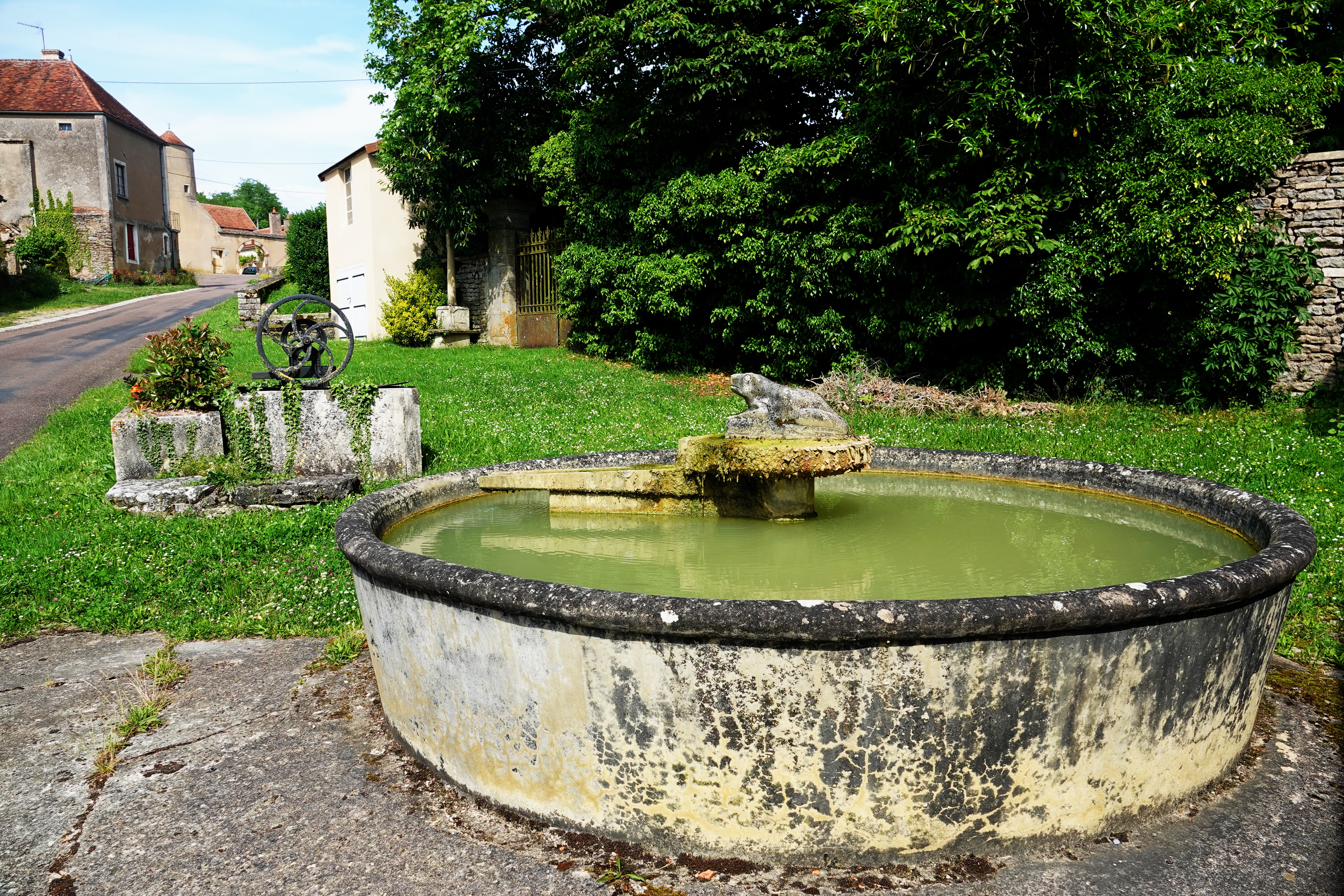
Fontaine.

## Personnalités liées à la commune
- la famille d'Avout à qui a appartenu la terre de Vignes.

## Pour approfondir